# Benalup-Casas Viejas
Benalup-Casas Viejas – gmina w Hiszpanii, w prowincji Kadyks, w Andaluzji, o powierzchni 60,7 km². W 2011 roku gmina liczyła 7205 mieszkańców.